# Plectranthus peulhorum
Plectranthus peulhorum là một loài thực vật có hoa trong họ Hoa môi. Loài này được (A.Chev.) J.K.Morton miêu tả khoa học đầu tiên năm 1962.